# Scherpenberg

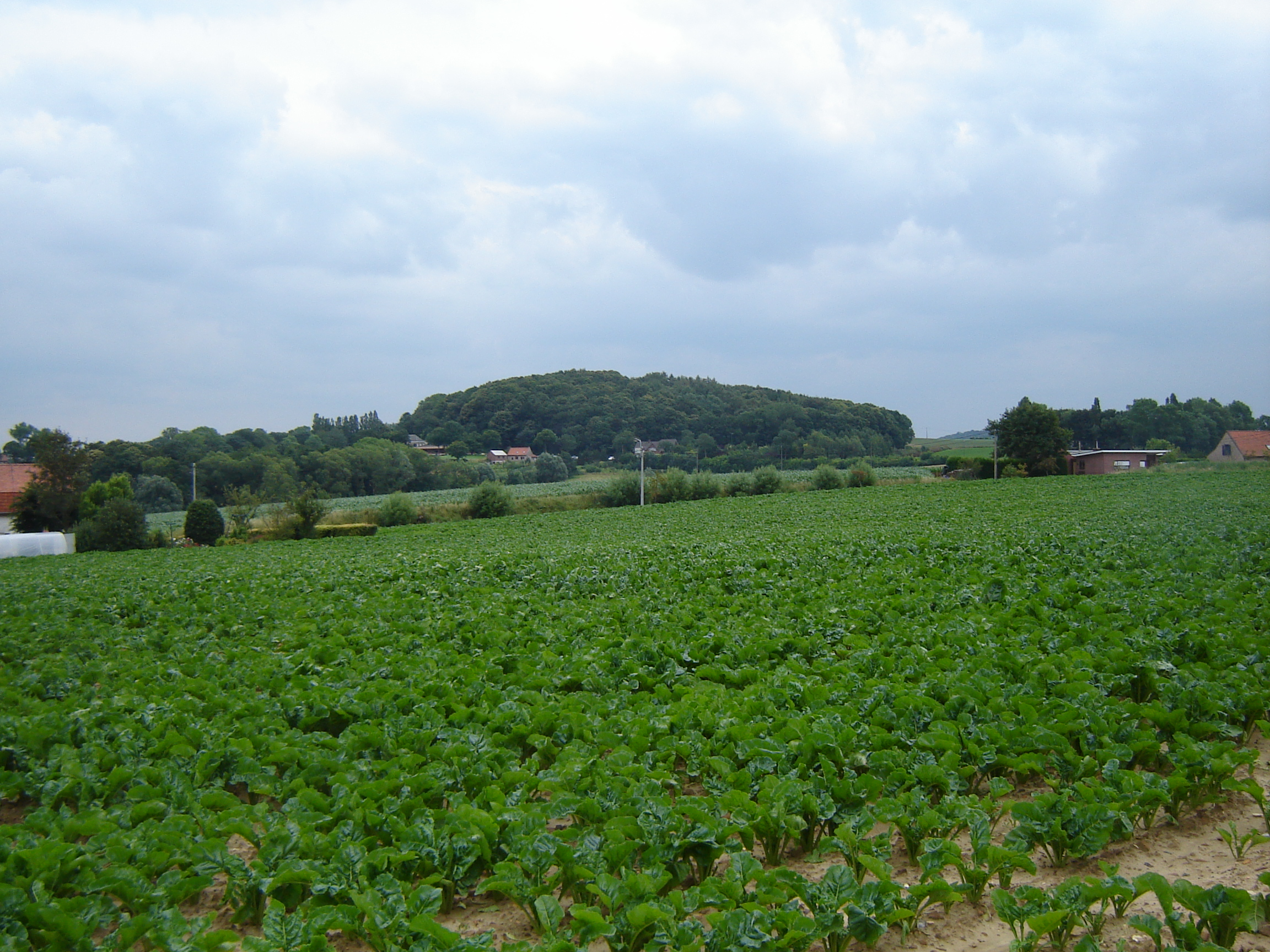
Scherpenberg

De Scherpenberg is een van de getuigenheuvels in het West-Vlaams Heuvelland, die ligt tussen De Klijte en Loker. De top ligt op 125 meter. De berg ontleent zijn naam aan het feit dat hij alleen ligt en scherp afgelijnd ligt in het landschap. Vanaf de berg is er uitzicht op het bronhoofd en de diep ingesneden bedding van de Bruilloosbeek die verderop in de Kemmelbeek uitmondt. In de volksmond Klein Zwitserland genoemd. De Scherpenbergbeek komt uit Scherpenberg.
Bij opgravingen werd op de Scherpenberg een bijltje gevonden van 3.000 jaar voor Christus, uit Bretagne, dit is de meest noordwestelijke vondst uit deze periode.
In 1622 verrijzen een houten korenmolen en pachtboerderij op de top. In 1794 worden deze vernield door Franse soldaten. De molen wordt herbouwd, maar raakt beschadigd op 9 december 1800 door een orkaan en wordt weer hersteld. Tijdens de Eerste Wereldoorlog dienen berg en molen als observatiepost voor de Britse generale staf. In de buik van de berg worden slaapplaatsen, een commandopost en een hospitaal gerealiseerd. Ook lagen hier de ingangen van een aantal tunnels die naar het door de Duitsers bezette Wijtschate liepen. Op 14 augustus 1916 volgt koning George V vanaf de molen de beschietingen van zijn leger op de Duitse stellingen. Op 25 april 1918 wordt de molen gedurende de Slag om de Kemmelberg (onderdeel van het voorjaarsoffensief van 1918) in brand geschoten en niet meer herbouwd.
De Scherpenberg is een onderdeel van de zogenaamde centrale heuvelkam in het Heuvelland, deze bestaat daarnaast uit de Watenberg, Kasselberg, Wouwenberg, Katsberg, Boeschepeberg, Kokereelberg, Zwarteberg, Vidaigneberg, Baneberg, Rodeberg, Sulferberg, Goeberg, Monteberg, Kemmelberg en Letteberg.  Ten zuiden van deze heuvelkam bevindt zich het stroomgebied van de Leie, ten noorden van deze heuvelkam het stroomgebied van de IJzer.

## Wielrennen
De helling is in 1972 opgenomen in Gent-Wevelgem. Daarnaast wordt ze vaker officieus beklommen. Ook wordt ze weleens opgenomen in de Driedaagse van West-Vlaanderen en de Bredene Koksijde Classic.
Aan de andere zijde uit de richting Reningelst komt de zogenaamde Zandberg omhoog, een veel minder steile helling die op de weg tussen Loker en De Klijte uitkomt.
De helling is ook opgenomen in de rode lus van de recreatieve wielerroute Gent-Wevelgemroute.